# Husajn ibn Alí al-Hášimí
Husajn bin Alí al-Hášimí (arabsky: حسین بن علی; Ḥusayn bin Ali) byl v letech 1916 až 1924 králem Hidžázu, předtím v letech 1908 až 1916 šarifem a emírem Mekky, centra Hidžázu. Pocházel z dynastie Hášimovců, jejíž byl až do své smrti hlavou a zároveň zakladatelem moderní éry dynastie. Za první světové války se spojil s Brity a v roce 1916 zahájil Brity připravené arabské povstání proti Osmanské říši. V roce 1916 byl za podpory Britů uznán králem Hidžázu, jemuž do té doby vládl pod suverenitou Osmanské říše jako šarif a emír Mekky. Sám se také prohlásil králem všech Arabů (malik bilad-al-Arab), ale nezískal širší uznání. V roce 1924 po zrušení chalífátu v Turecku se prohlásil chalífou, nebyl však uznán ostatními sunnitsko-muslimskými vládci. V roce 1924 abdikoval ve prospěch nejstaršího syna Alího. V roce 1925, když Hidžáz dobyl s podporou wahhábovců sultán Nadždu Abd al-Azíz Saúd, což byl hlavní rival Husajna a Hášimovců, odešel Husajn se synem Alím do exilu do Zajordánska, kde vládl jeho syn, emír Abdalláh I. Tam také v roce 1931 zemřel.

## Potomstvo
Husajn bin Alí al-Hášimí měl celkem 3 ženy a s nimi 5 synů a 2 dcery. Jeho syny se rod rozdělil do 3 větví, které vládly v Hidžázu, Iráku, dočasně Sýrii a Jordánsku, v kterém vládnou dodnes.
S první ženou Abdliya bin Abdullah měl 3 syny a dceru:
- Alí bin Husajn (1879–1935) – zdědil vládu nad Hidžázem, o který v roce 1925 přišel
- Abdalláh I. (1882–1951) – stal se emírem a později 1. králem Jordánska
- Fajsal I. (1885–1933) – byl zvolen králem Sýrie (o kterou přišel), ale stal se 1. králem Iráku
- Fátima bint Husajn

S druhou ženou Madiha měl dceru Sara bint Husajn.
S třetí ženou Adila Khanmun měl:
- Zeid bin Husajn (1898–1970) – irácký velvyslanec ve Spojeném království, po roce 1958 pretendent iráckého trůnu
- Sara bint Husajn

Dále měl Husajn ibn Alí syna Hassana, ale ten zemřel v dětském věku.

## Vyznamenání
- velkostuha Řádu Leopoldova – Belgie
- řetěz Řádu Muhammada Alího – Egyptské království
- velkokříže Řádu čestné legie – Francie
- Řád Medžidie I. třídy – Osmanská říše
- Řád Osmanie I. třídy – Osmanská říše
- Medaile Imtiaz ve zlatě – Osmanská říše
- Medaile Imtiaz ve stříbře – Osmanská říše
- čestný rytíř velkokříže Řádu lázně – Spojené království
- velkostuha Řádu slávy – Tunisko, 29. října 1908